# Crises
Crises je osmé studiové album britského multiinstrumentalisty Mika Oldfielda. Vydáno bylo v květnu 1983 (viz 1983 v hudbě) a v červnu téhož roku se vyšplhalo na 6. příčku v britském žebříčku prodejnosti hudební alb.
Album Crises má stejné schéma jako ostatní Oldfieldova alba 80. let. Jednu stranu desky (polovinu alba) zabírá více než 20 minut dlouhá instrumentální kompozice, na zbylé části se potom vyskytují popové či rockové písničky.
První skladba tohoto alba, titulní „Crises“, je právě tou dlouhou kompozicí, ve které se vystřídá mnoho rytmů, melodií a nástrojů. Její název má údajně souvislost s Oldfieldovým osobním životem, který v době nahrávání alba procházel nějakou krizí. Následuje velice známý hit, písnička „Moonlight Shadow“, zpívaný Oldfieldovou „dvorní“ zpěvačkou první poloviny 80. let Maggie Reillyovou. Na další skladbě („In High Places“) poprvé u Oldfielda hostoval zpěvák britské skupiny Yes Jon Anderson. Následuje píseň „Foreign Affair“ (opět zpěv Reillyové) a krátká instrumentálka „Taurus 3“. Poslední skladbou alba Crises je písnička „Shadow on the Wall“ s chraplavými vokály Rogera Chapmana. Její text odkazuje na události okolo polského hnutí Solidarita, které probíhaly v téže době.
Kanadská verze alba má jinak uspořádané skladby a navíc byl na album zařazen singl „Mistake“.

## Skladby
1. „Crises“ (Oldfield) – 20:40
2. „Moonlight Shadow“ (Oldfield) – 3:34
3. „In High Places“ (Oldfield/Oldfield, Anderson) – 3:33
4. „Foreign Affair“ (Oldfield/Oldfield, Reillyová) – 3:53
5. „Taurus 3“ (Oldfield) – 2:25
6. „Shadow on the Wall“ (Oldfield) – 3:09

## Obsazení
- Mike Oldfield – akustická baskytara, banjo, baskytara, elektrická kytara, varhany Farfisa, syntezátory Fairlight CMI, Prophet 5 a Oberheim, kytarový syntezátor Roland, harfa, mandolína, perkuse, piano, španělská kytara, vokály
- Jon Anderson, Roger Chapman, Maggie Reilly – zpěv, vokály
- Ant, Rick Fenn – kytara
- Simon Phillips – bicí, perkuse, speciální efekty
- Phil Spalding – basová kytara